# Lamprotatus claviger
Lamprotatus claviger är en stekelart som beskrevs av Thomson 1876. Lamprotatus claviger ingår i släktet Lamprotatus och familjen puppglanssteklar. Arten är reproducerande i Sverige. Inga underarter finns listade i Catalogue of Life.